# Ahasverus nausibioides
Ahasverus nausibioides es una especie de coleóptero de la familia Silvanidae.

## Distribución geográfica
Habita en la Guayana Francesa.